# Осока водяная
Осо́ка водяна́я, или во́дная (лат. Cárex aquátilis) — многолетнее травянистое растение, вид рода Осока (Carex) семейства Осоковые (Cyperaceae).

## Ботаническое описание
Серо-, желтовато-зелёное или зелёное растение с ползучим корневищем, иногда образующее кочки. Корни с очень короткими бурыми волосками, едва заметными под бинокуляром.
Стебли тупо-трёхгранные или остроугольные, гладкие, без папилл, (10)50—(100)150 см высотой, у основания одетые красно-бурыми, красноватыми или красными листовыми влагалищами.
Пластинки листьев (2)3—5(8) мм шириной, плоские, желобчатые или свёрнутые, быть может завёрнутые по краю наверх, жестковатые, быть может сильно шероховатые, длинно заострённые, почти равные стеблю или короче его.
Соцветие (3)7—30(35—40) см длиной. Тычиночные колоски в числе 1—2(4), (1)1,5—4(5) см длиной, светло-коричневые или пурпурно-чёрные, сближенные, веретеновидно-цилиндрические, булавовидные или линейно-ланцетные; пестичные колоски в числе (2)3—5(6), многоцветковые, густые, цилиндрические или продолговато-булавовидные, (1—1,5)2—7(9) см длиной, 3—4(5) мм шириной, расставленные или сближенные, почти сидячие, нижние иногда на ножке до 3 см длиной. Чешуи пестичных колосков яйцевидные или продолговато-яйцевидные, островатые, коричневые, тёмно-коричневые или пурпурно-чёрные, обычно с широкой зелёной или светлой полосой вдоль средней жилки или сплошь тёмные, короче мешочков, длиннее их или почти равные им, по ширине равны мешочкам или в 1,5—3 раза у́же. Мешочки плоско-выпуклые, эллиптические, яйцевидные или обратнояйцевидные, (2)2,5—3(3,5) мм длиной, без жилок, светло-зелёные, желтоватые, буроватые или тёмно-пурпурные, с коротким и гладким носиком; носик на верхушке заметно мозолисто утолщённый. Прицветные листья листовидные. Нижний кроющий лист превышает соцветие или равен ему. Второй снизу кроющий лист всегда превышает свой колосок, а нередко может быть равен всему соцветию или превышает его.
Плодоносит в мае—августе.
Вид описан с севера Финляндии.

## Распространение
Северная Европа: Скандинавия, в том числе арктическая Норвегия, Финляндия, Исландия; Атлантическая Европа: Ирландия, Англия; Арктическая часть России: Мурман, Канин, Тиманская и Малоземельская тундры, остров Колгуев, низовье и устье Печоры, Большеземельская тундра, Карская тундра (река Нензи-Яга), Полярный Урал, Югорский полуостров, остров Вайгач, Южный остров и южная часть Северного острова Новой Земли, низовья и дельта Оби, Ямал, остров Белый, Обско-Тазовский полуостров, Гыданская тундра, низовья Енисея (от лесотундры до устья), побережье и острова Енисейского залива, Таймыр, бассейн Хатанги, бассейн Анабара и Оленёка, низовья и дельта Лены, залив Борхая, мыс Святой Нос, низовья Яны, Индигирки, Колымы, Новосибирские острова, остров Врангеля, Чукотская земля (от острова Айон и Чаунской губы до Колючинской губы и залива Креста, острова Аракамчечен, Ратманова, бассейны Анадыря и Пенжины; Европейская часть России: примерно до широты Казани и Златоуста; Восточная Сибирь: Средне-Сибирское плато, истоки Енисея, бассейн верхней Ангары, Байкал, Центральная Якутия, Верхоянский хребет, Алданское нагорье; Дальний Восток: побережья Охотского моря к северу от Олы, Командорские и Алеутские острова; Северная Америка: южная и северо-восточная часть Канады, Гудзонов залив, приатлантические штаты США, арктическая часть Аляски, арктическое побережье Канады, Лабрадор, Канадский Арктический архипелаг, западное и восточное побережье Гренландии между Полярным кругом и 80° северной широты.
Растёт по берегам водоёмов, нередко в воде, на заливных пойменных лугах, низинных осоковых и осоково-пушицевых гипновых болотах, болотистых местах, по краям канав, в сырых моховых тундрах, по краям мочажин, в сырых ивняках; местами образует большие заросли; ландшафтное растение сырых заболоченных арктических тундр, встречается также и в альпийской тундре.

## Химический состав
| Фаза     | Содержание в % | Содержание в % | Содержание в % | Содержание в % | Содержание в % | Содержание в % | Содержание в % | Содержание в % | Содержание в % | Содержание в % |
| Фаза     | Вода           | Зола           | Ca             | P              | K              | Na             | Mg             | Si             | S              | Cl             |
| -------- | -------------- | -------------- | -------------- | -------------- | -------------- | -------------- | -------------- | -------------- | -------------- | -------------- |
| Цветение | 75,0           | 1,63           | 0,136          | 0,089          | 0,678          | 0,172          | 0,065          | 0,056          | 0,037          | 0,013          |

## Кормовое значение
Этот вид имеет исключительное значение для арктического и северного скотоводческого хозяйства, так как встречается большими массами и по кормовой ценности не уступает клеверному сену (даже превышая его по количеству белков); отличается лишь меньшей усвояемостью. Урожаи сена 25—35 ц с гектара.
По наблюдениям О. И. Семёнова-Тян-Шанского в Лапландском заповеднике зелёные части растения поедаются европейским лосём (Alces alces Linnaeus).
Как кормовое растение имеет большое значение в районах оленеводства. Удовлетворительно поедается северным оленем (Rangifer tarandus Linnaeus) в молодом состоянии до появления на пастбищах разнотравья. Летом поедается плохо или вовсе не поедается, но вновь начинает поедаться поздней осенью и в течение всей зимы из-под снега. Скошенная в молодом состоянии даёт сено высокой питательной ценности. Сено хорошо поедается крупным рогатым скотом и удовлетворительно другими видами скота. С возрастом происходит существенное снижение питательной ценности и переваримости. Скашивать в молодом возрасте часто невозможно из-за высокой обводнённости в этот период года.

## Систематика
В пределах вида выделяются четыре разновидности:
- Carex aquatilis var. aquatilis — Северная, Центральная, Восточная Европа, Сибирь, от востока Канады до США
- Carex aquatilis var. dives (Holm) Kük. — от юга Аляски до запада США
- Carex aquatilis var. minor Boott — Осока прямостоячая, или Осока прямостоящая, или Осока одноцветная, или Осока узонская; Северная Америка, Арктическая часть России, Европейская часть России, Сибирь, Дальний Восток
- Carex aquatilis var. substricta Kük. — от юга Канады до центра и востока северных районов США